# Mercy-le-Bas
 Mercy-le-Bas  es una comuna y población de Francia, en la región de Lorena, departamento de Meurthe y Mosela, en el distrito de Briey y cantón de Audun-le-Roman.
Está integrada en la Communauté de communes du Bassin de Landres .

## Demografía[3]
| 500 | 516 | 533 | 563 | 602 | 612 | ABS. | ABS. | ABS. | 740 | 694 | 720 | 709 | 666 | 580 | 512 | 503 | 468 | 457 | 470 | 395 | 410 | 659 | 745 | 1 218 | 1 595 | 1 928 | 1 788 | 1 619 | 1 428 | 1 323 | 1 316 | 1 337 |
| Para los censos de 1962 a 1999 la población legal corresponde a la población sin duplicidades (Fuente: INSEE [Consultar]) |     |     |     |     |     |      |      |      |     |     |     |     |     |     |     |     |     |     |     |     |     |     |     |       |       |       |       |       |       |       |       |       |